# Smaragd

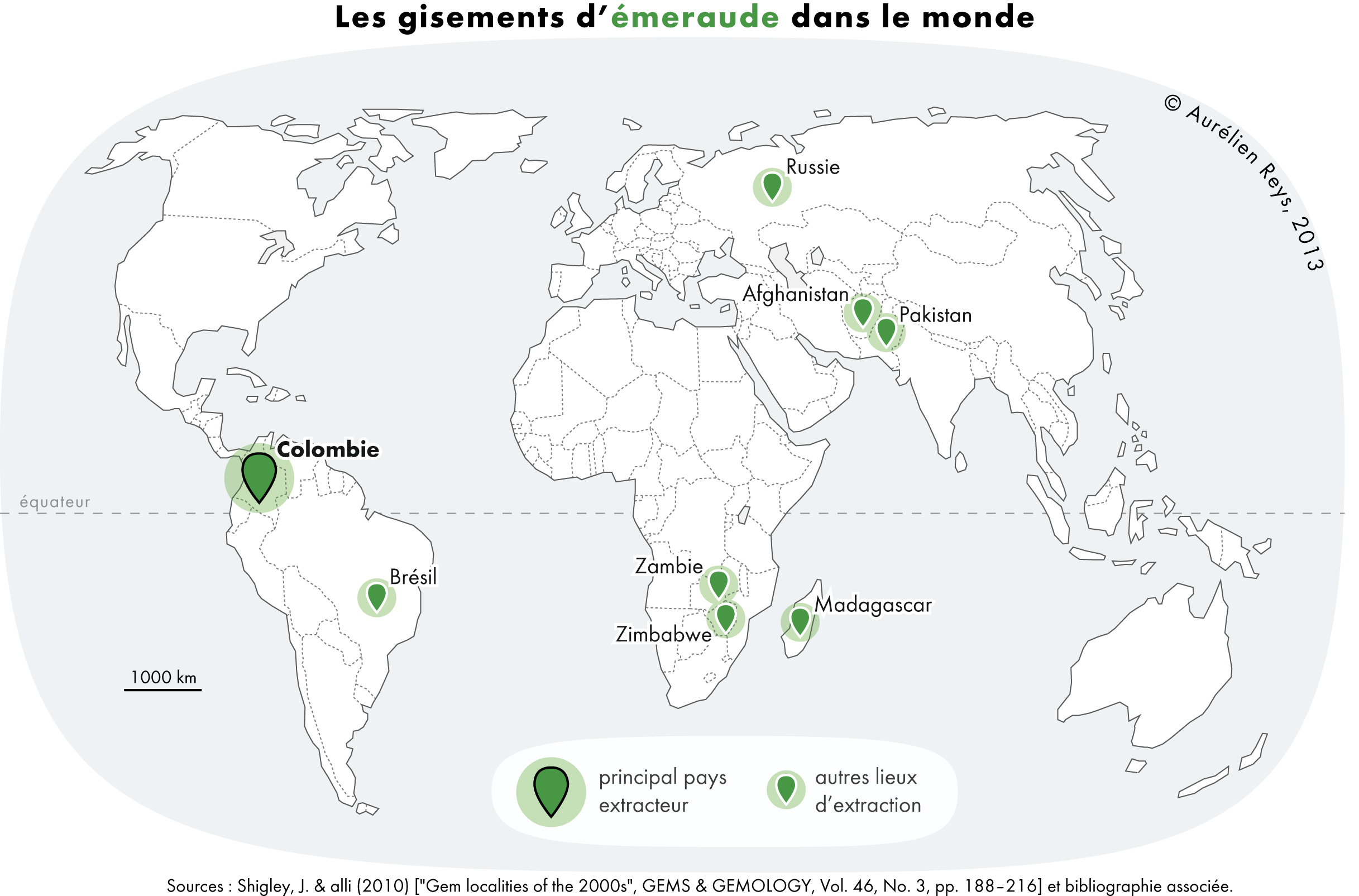
Belangrijkste smaragd producerende landen

Smaragd is een groene variëteit van beril en geldt als de edelste steen uit de berilgroep. De kleurgevende stof is chroom, soms vanadium. De chemische formule is Be3Al2(SiO3)6.
Een smaragd is vaak troebel als gevolg van insluitsels (inclusies). Hoe helderder de steen, hoe hoger de prijs.
In de jaren 60 werd in de VS de definitie van smaragd aangepast door de edelsteenindustrie. Ook stenen die gekleurd zijn door vanadium mochten daar voortaan als smaragd worden verkocht. Die veranderde definitie wordt niet erkend in Europa. Daarom worden smaragden met vanadium soms aangeduid als Colombiaanse smaragd.

## Ontstaan
Smaragd ontstaat door een combinatie van opdringend magma en metamorfe omzetting van gesteenten. Afzettingen komen daarom voor in pegmatietgangen of in de omgeving daarvan. De winning van kristallen vindt bijna uitsluitend plaats uit het moedergesteente, waar de smaragd gegroeid is in kleine gangen of op de wanden van holten. Alluviale afzettingen kunnen nauwelijks ontstaan, doordat het soortelijk gewicht van smaragd vergelijkbaar is met dat van kwarts.

## Geschiedenis
De naam smaragd is via het Latijn en het Grieks waarschijnlijk terug te voeren op een Semitische taal. De Grieken gebruikten de naam niet alleen voor smaragd, maar ook voor andere groene stenen.
De smaragd is altijd beschouwd als de 'koning van de edelstenen'. Duizenden jaren voor Christus was hij al bekend en werd gewonnen en toegepast in sieraden, amuletten en kunstvoorwerpen. Men heeft smaragden gevonden in de grafkamers van Egyptische farao's, in Pompeï en in Herculaneum. Ook in de Bijbel worden smaragden genoemd: in de Openbaring 4:3 is sprake van “een regenboog die eruitzag als smaragd” rond de troon in de hemel. En ook in Ezechiël 28:13: “Je leefde in Eden (Satan), in de tuin van God, en je was bekleed met een keur van edelstenen: met robijn, topaas en aquamarijn, met turkoois, onyx en jaspis, met saffier, granaat en smaragd, gevat in gouden zettingen.” De smaragd is verder een van de stenen in het borstschild van de hogepriester (Exodus 28:17-20).
Bijzondere smaragden maken deel uit van schatten en museumcollecties. De bijzondere en opvallende kleur van deze edelsteen werd synoniem met de officieel erkende kleur smaragdgroen.
In de astrologie wordt de smaragd geassocieerd met de maand mei en het sterrenbeeld Stier.
In sommige culturen is de smaragd het traditionele geschenk voor de 55e huwelijksverjaardag. De smaragd is een van de negen edelstenen in de Thaise Orde van de Negen Edelstenen.

## Voorkomen
De oudste en klassieke vindplaats van smaragden ligt in Jabel-Zaradh en Jabel-Sikat in Opper-Egypte, de Cleopatra VII-mijnen. Hier hebben volgens archeologen Egyptenaren, Grieken, Romeinen, Arabieren en Osmaanse Turken gewerkt. Deze mijnen raakten in de Middeleeuwen in de vergetelheid, maar werden in de 19e eeuw opnieuw ontdekt. De fraaiste smaragden uit deze groeven bevinden zich naar men zegt in de schat van de Turkse sultans in het Topkapıpaleis in Istanboel of in de Iraanse schat. Tot de smaragden uit deze mijn behoort waarschijnlijk ook de lensvormig geslepen steen waarmee de Romeinse keizer Nero naar de gevechten van de gladiatoren heeft gekeken. De belangrijkste vindplaatsen liggen tegenwoordig in Colombia, Brazilië, de VS en in Europa in Rusland aan de Tokovajarivier (zijstroompje van de Bolsjoj Reft) ten noordoosten van Jekaterinenburg. Van historische betekenis zijn ook de smaragdafzettingen in het Habach-dal in Oostenrijk, die al ten tijde van de Romeinen bekend waren.
Belangrijke plaatsen van smaragden in Afrika bevinden zich in Zambia, Zimbabwe, Zuid-Afrika, Nigeria, Ghana, Tanzania en Namibië. In Azië worden ze gevonden in India, Pakistan en Afghanistan.

## Bewerking

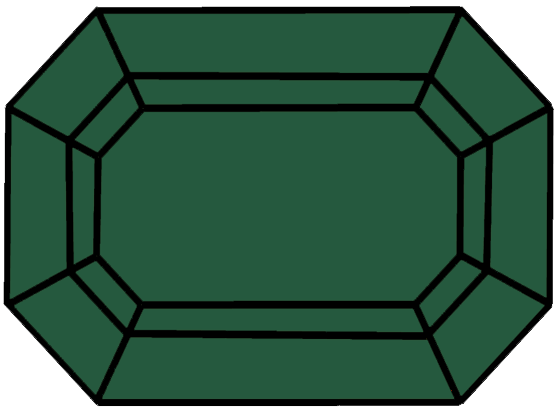
Smaragdslijpsel

Bij zeer fraaie stenen wordt het zogenoemde smaragdslijpsel toegepast. Dit is een speciaal trappenslijpsel. Heldere, zuivere stenen worden ook in het briljantslijpsel geslepen, minder fraaie stenen worden getrommeld, of als cabochon (bol geslepen). Smaragden zijn zeer broos en gevoelig voor stoten, druk en hitte. Bij temperaturen boven de 700 graden Celsius verliezen ze hun kleur. Smaragden zijn niet gevoelig voor de gewone zuren in de huishouding. Ze worden gewoonlijk verwerkt als solitaire siersteen of samen met diamanten en worden meestal in een gouden vatting gezet. Vaak is smaragd troebel door insluitsels. Deze gelden niet als fouten, zolang het er niet te veel zijn, maar worden beschouwd als bewijs van echtheid ten opzichte van synthetische stenen en andere imitaties. De vakman noemt ze Jardin (Frans voor 'tuin').

## Imitaties
Imitatiesmaragd (chathamsmaragd, lindesmaragd, gilsonsmaragd), groene spinel en glazen doubletten die met gekleurde lijm geplakt zijn wordt als imitatie gebruikt. Vaak ook wordt het bovenste deel van de steen van granaat gemaakt in combinatie met een groene glazen onderzijde. De insluitsels van de granaat geven een verwarrend beeld in combinatie met soms luchtbelletjes van de lijm. Als de steen op zijn kop op een wit vel papier gelegd wordt wordt de rode gloed rondom de steen zichtbaar. Ondergedompeld in water zijn de verschillende delen van de steen goed te zien met een microscoop.
Synthetische smaragd is een door de mens gemaakte echte smaragd, met alle fysische en chemische eigenschappen van de natuurlijke smaragd. Minimale verschillen zijn er wel, zoals de Spijky insluitsels afkomstig van de platinakroes waarin het geheel gegroeid is. Het Czochralski-proces is een bekende techniek waarbij een natuurlijke kristal zeer langzaam uit een flux van gesmolten smaragdbestanddelen getrokken wordt en door aangroei een synthetisch kristal ontstaat.
Alleen voor de edelsteenexpert zijn deze stenen van natuurlijke smaragd te onderscheiden. De techniek is nogal kostbaar en derhalve komen deze stenen niet veel voor, evenals het gebruik ervan in sieraden.

## Trivia
Vier gebieden op aarde worden met smaragd vergeleken, vanwege de groene kleur:
- Gordel van smaragd, Indonesië, zo genoemd in de opdracht in Max Havelaar
- Emerald isle (smaragdeneiland), Ierland
- Costa Smeralda (smaragdkust), noordkust van Sardinië
- La Côte d'Émeraude (smaragdkust), Bretagne, de kust van Saint-Malo tot Cancale

## Taal
- Een smaragden bruiloft staat voor een 55-jarige huwelijksverjaardag